# Teorema de Dini
En análisis matemático, el teorema de Dini afirma que si una sucesión monótona de funciones continuas converge puntualmente en un espacio compacto y la función límite es también continua, la convergencia es uniforme.

## Enunciado formal
Si {\displaystyle X} es un espacio topológico compacto, y {\displaystyle \{f_{n}\}} es una sucesión monótonamente creciente (esto es, {\displaystyle f_{n}(x)\leq f_{n+1}(x)} para todo {\displaystyle n} y {\displaystyle x}) de funciones reales continuas en {\displaystyle X} que converge puntualmente a una función continua {\displaystyle f}, entonces la convergencia es uniforme. La misma afirmación se cumple si {\displaystyle \{f_{n}\}} es monótonamente decreciente en lugar de creciente. El teorema recibe su nombre por Ulisse Dini.
Este es uno de los pocos casos en matemáticas donde la convergencia puntual implica convergencia uniforme. La clave del resultado es el mayor control que implica la monotonía. Nótese también que la función límite ha de ser continua, ya que el límite uniforme de funciones continuas es necesariamente continuo.

## Demostración
Sea {\displaystyle \epsilon >0} cualquiera pero fijo. Para cada {\displaystyle n}, sea {\displaystyle g_{n}=f-f_{n}}, y sea {\displaystyle E_{n}} el conjunto de los {\displaystyle x\in X} tales que {\displaystyle g_{n}(x)<\epsilon }. Cada {\displaystyle g_{n}} es continua, y por tanto cada {\displaystyle E_{n}} es abierto (ya que cada {\displaystyle E_{n}} es la preimagen de un conjunto abierto bajo {\displaystyle g_{n}}, una función continua no negativa). Dado que {\displaystyle \{f_{n}\}} es monótonamente creciente, {\displaystyle \{g_{n}\}} es monótonamente decreciente, por lo que la sucesión {\displaystyle E_{n}} es ascendente. Dado que {\displaystyle f_{n}} converge puntualmente a {\displaystyle f}, se sigue que la colección {\displaystyle \{E_{n}\}} es un recubrimiento abierto de {\displaystyle X}. Por compacidad, existe un subrecubrimiento finito, y dado que los {\displaystyle E_{n}} son ascendentes el mayor de estos es también un recubrimiento. Por tanto, obtenemos que existe un entero no negativo {\displaystyle N} tal que {\displaystyle E_{N}=X}. Esto es, si {\displaystyle n>N} y {\displaystyle x} es un punto en {\displaystyle X}, entonces {\displaystyle |f(x)-f_{n}(x)|<\epsilon }, como se buscaba demostrar.